# Lista över förstaval i NBA:s draft

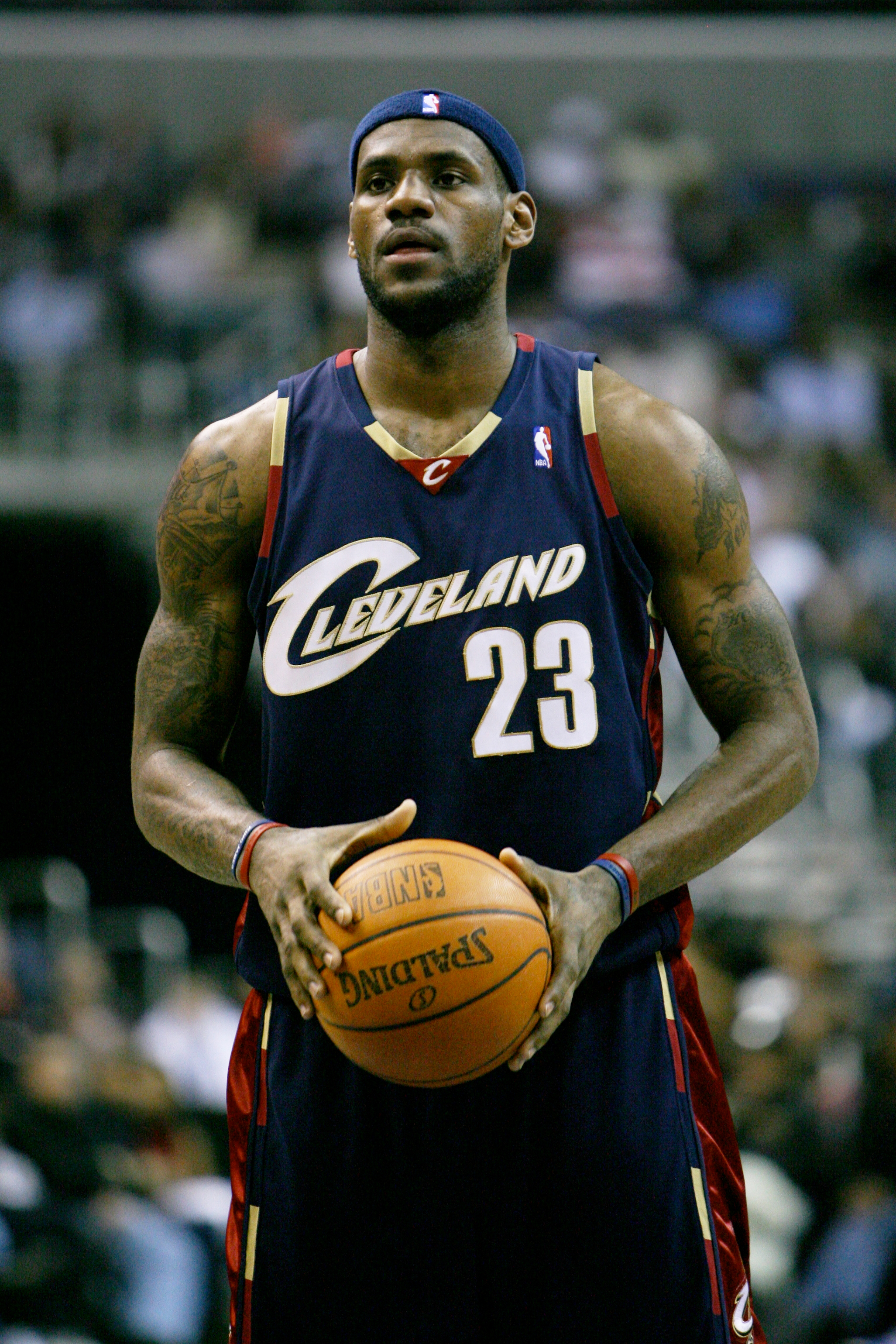
LeBron James blev vald först i NBA:s draft 2003.

Detta är en lista över spelare som varit förstavalet i NBA:s årliga draft. Förstavalet tilldelas det lag som vinner NBA draft lottery, vilket i de flesta fall är det lag som slutade sist föregående säsong. Laget som får förstavalet drag till sig extra mycket medieuppmärksamhet och likaså är det för spelaren som blir vald först i draften.
Elva förstaval har lyckats vinna NBA Most Valuable Player Award: Oscar Robertson, Kareem Abdul-Jabbar (sexfaldig vinnare), Bill Walton, Magic Johnson (trefaldig vinnare), Hakeem Olajuwon, David Robinson, Shaquille O'Neal, Allen Iverson, Tim Duncan (tvåfaldig vinnare), LeBron James (fyrfaldig vinnare) och Derrick Rose (yngsta vinnaren).
Sedan skapandet av NBA draft lottery 1985 har sju förstaval lyckats vinna NBA-titeln. Dessa är David Robinson, Shaquille O'Neal, Glenn Robinson, Tim Duncan, LeBron James, Andrew Bogut och Kyrie Irving.
Kinesiske Yao Ming (2002), italienske Andrea Bargnani (2006), franske Victor Wembanyama (2023) och franske Zaccharie Risacher (2024) är de enda fyra spelarna som inte spelat i USA innan de blev valda först i NBA:s draft. Ytterligare elva internationella spelare (spelare från land utanför USA) har blivit valda först i NBA:s draft, men dessa hade innan draften spelat basket på college i USA. Dessa är Mychal Thompson (Bahamas) 1978, Hakeem Olajuwon (Nigeria) 1984, Patrick Ewing (Jamaica) 1985, Tim Duncan (Amerikanska Jungfruöarna) 1997, Michael Olowokandi (Nigeria) 1998, Andrew Bogut (Australien) 2005, Kyrie Irving (Australien) 2011, Anthony Bennett (Kanada) 2013, Andrew Wiggins (Kanada) 2014, Ben Simmons (Australien) 2016 och Deandre Ayton (Bahamas) 2018. Duncan är amerikansk medborgare men räknas som "internationell spelare" av NBA då han inte är född i någon av USA:s 50 delstater eller i District of Columbia. Ewing hade dubbelt medborgarskap (Jamaica och USA) när han draftades och Irving samt Simmons hade också dubbelt medborgarskap (Australien och USA) när de draftades.
Notera att draften mellan 1947 och 1949 hölls av Basketball Association of America (BAA). Basketball Association of America blev senare National Basketball Association efter att slagit sig ihop med National Basketball League under hösten 1949. I officiell statistik från NBA anges även draften i BAA under historien för NBA:s draft.

## Teckenförklaring
| ^                       | Betyder att spelaren blivit vald till All-Star Game eller All-NBA Team |
| ^*                      | Betyder att spelaren blivit invald i Hall of Fame                      |
| PPM                     | Poäng per match                                                        |
| APM                     | Assist per match                                                       |
| RPM                     | Returer per match                                                      |
| Spelare (i kursiv stil) | Rookie of the Year                                                     |

## Lista över förstaval
| Draft | Vald av                 | Spelare             | Nationalitet            | Position       | College/high school/tidigare klubb    | Statistik under rookiesäsong i NBA | Statistik under rookiesäsong i NBA | Statistik under rookiesäsong i NBA | Ref.    |
| Draft | Vald av                 | Spelare             | Nationalitet            | Position       | College/high school/tidigare klubb    | PPM                                | RPM                                | APM                                | Ref.    |
| ----- | ----------------------- | ------------------- | ----------------------- | -------------- | ------------------------------------- | ---------------------------------- | ---------------------------------- | ---------------------------------- | ------- |
| 1947  | Pittsburgh Ironmen      | Clifton McNeely     | USA                     | Guard          | Texas Wesleyan                        | —                                  | —                                  | —                                  | [ b ]   |
| 1948  | Providence Steamrollers | Andy Tonkovich      | USA                     | Guard/Forward  | Marshall                              | 2,6                                | —                                  | 0,6                                | [ 9 ]   |
| 1949  | Providence Steamrollers | Howie Shannon       | USA                     | Center         | Kansas State                          | 13,4                               | —                                  | 2,3                                | [ 11 ]  |
| 1950  | Boston Celtics          | Charlie Share       | USA                     | Center         | Bowling Green                         | 3,9                                | 5,3                                | 1,0                                | [ 12 ]  |
| 1951  | Baltimore Bullets       | Gene Melchiorre     | USA                     | Guard          | Bradley                               | —                                  | —                                  | —                                  | [ e ]   |
| 1952  | Milwaukee Hawks         | Mark Workman        | USA                     | Center         | West Virginia                         | 5,1                                | 3,0                                | 0,6                                | [ 17 ]  |
| 1953  | Baltimore Bullets       | Ray Felix^          | USA                     | Guard/Forward  | Long Island                           | 17,6                               | 13,3                               | 1,1                                | [ 19 ]  |
| 1954  | Baltimore Bullets       | Frank Selvy^        | USA                     | Forward/Center | Furman                                | 19,0                               | 5,5                                | 3,5                                | [ 20 ]  |
| 1955  | Milwaukee Hawks         | Dick Ricketts       | USA                     | Guard/Forward  | Duquesne                              | 8,9                                | 7,2                                | 3,0                                | [ 22 ]  |
| 1956  | Rochester Royals        | Sihugo Green        | USA                     | Guard/Forward  | Duquesne                              | 11,5                               | 5,2                                | 3,6                                | [ 24 ]  |
| 1957  | Cincinnati Royals       | Rod Hundley^        | USA                     | Guard          | West Virginia                         | 7,0                                | 2,9                                | 1,9                                | [ 25 ]  |
| 1958  | Minneapolis Lakers      | Elgin Baylor^*      | USA                     | Forward        | Seattle                               | 24,9                               | 15,0                               | 4,1                                | [ 27 ]  |
| 1959  | Cincinnati Royals       | Bob Boozer^         | USA                     | Forward        | Kansas State                          | 8,4                                | 6,2                                | 1,4                                | [ 29 ]  |
| 1960  | Cincinnati Royals       | Oscar Robertson^*   | USA                     | Guard/Forward  | Cincinnati                            | 30,5                               | 10,1                               | 9,7                                | [ 32 ]  |
| 1961  | Chicago Packers         | Walt Bellamy^*      | USA                     | Center         | Indiana                               | 31,6                               | 19,0                               | 2,7                                | [ 33 ]  |
| 1962  | Chicago Zephyrs         | Bill McGill         | USA                     | Forward/Center | Utah                                  | 7,4                                | 2,7                                | 0,6                                | [ 35 ]  |
| 1963  | New York Knicks         | Art Heyman          | USA                     | Forward/Guard  | Duke                                  | 15,4                               | 4,0                                | 3,4                                | [ 37 ]  |
| 1964  | New York Knicks         | Jim Barnes          | USA                     | Center/Forward | Texas Western                         | 15,5                               | 9,7                                | 1,2                                | [ 39 ]  |
| 1965  | San Francisco Warriors  | Fred Hetzel         | USA                     | Forward/Center | Davidson                              | 6,8                                | 5,2                                | 0,5                                | [ 41 ]  |
| 1966  | New York Knicks         | Cazzie Russell^     | USA                     | Forward/Guard  | Michigan                              | 11,3                               | 3,3                                | 2,4                                | [ 42 ]  |
| 1967  | Detroit Pistons         | Jimmy Walker^       | USA                     | Guard          | Providence                            | 8,8                                | 1,7                                | 2,8                                | [ 43 ]  |
| 1968  | San Diego Rockets       | Elvin Hayes^*       | USA                     | Center/Forward | Houston                               | 28,4                               | 17,1                               | 1,4                                | [ 44 ]  |
| 1969  | Milwaukee Bucks         | Lew Alcindor^*      | USA                     | Center         | UCLA                                  | 28,8                               | 14,5                               | 4,1                                | [ 46 ]  |
| 1970  | Detroit Pistons         | Bob Lanier^*        | USA                     | Center         | St. Bonaventure                       | 15,6                               | 8,1                                | 1,8                                | [ 47 ]  |
| 1971  | Cleveland Cavaliers     | Austin Carr^        | USA                     | Guard          | Notre Dame                            | 21,2                               | 3,5                                | 3,4                                | [ 48 ]  |
| 1972  | Portland Trail Blazers  | LaRue Martin        | USA                     | Center         | Loyola (Illinois)                     | 4,4                                | 4,6                                | 0,5                                | [ 49 ]  |
| 1973  | Philadelphia 76ers      | Doug Collins^       | USA                     | Guard/Forward  | Illinois State                        | 8,0                                | 1,8                                | 1,6                                | [ 50 ]  |
| 1974  | Portland Trail Blazers  | Bill Walton^*       | USA                     | Center         | UCLA                                  | 12,8                               | 12,6                               | 4,8                                | [ 51 ]  |
| 1975  | Atlanta Hawks           | David Thompson^*    | USA                     | Forward/Guard  | NC State                              | 26,0                               | 6,3                                | 3,7                                | [ 52 ]  |
| 1976  | Houston Rockets         | John Lucas          | USA                     | Guard          | Maryland                              | 11,1                               | 2,7                                | 5,6                                | [ 53 ]  |
| 1977  | Milwaukee Bucks         | Kent Benson         | USA                     | Center         | Indiana                               | 7,7                                | 4,3                                | 1,4                                | [ 54 ]  |
| 1978  | Portland Trail Blazers  | Mychal Thompson     | Bahamas                 | Forward/Center | Minnesota                             | 14,7                               | 8,3                                | 2,4                                | [ 55 ]  |
| 1979  | Los Angeles Lakers      | Magic Johnson^*     | USA                     | Guard/Forward  | Michigan State                        | 18,0                               | 7,7                                | 7,3                                | [ 56 ]  |
| 1980  | Golden State Warriors   | Joe Barry Carroll^  | USA                     | Center         | Purdue                                | 18,9                               | 9,3                                | 1,4                                | [ 57 ]  |
| 1981  | Dallas Mavericks        | Mark Aguirre^       | USA                     | Forward        | DePaul                                | 18,7                               | 4,9                                | 3,2                                | [ 58 ]  |
| 1982  | Los Angeles Lakers      | James Worthy^*      | USA                     | Forward        | North Carolina                        | 13,4                               | 5,2                                | 1,7                                | [ 59 ]  |
| 1983  | Houston Rockets         | Ralph Sampson^*     | USA                     | Center         | Virginia                              | 21,0                               | 11,1                               | 2,0                                | [ 60 ]  |
| 1984  | Houston Rockets         | Akeem Olajuwon^*    | Nigeria                 | Center         | Houston                               | 20,6                               | 11,9                               | 1,4                                | [ 63 ]  |
| 1985  | New York Knicks         | Patrick Ewing^*     | USA                     | Center         | Georgetown                            | 20,0                               | 9,0                                | 2,0                                | [ 66 ]  |
| 1986  | Cleveland Cavaliers     | Brad Daugherty^     | USA                     | Center         | North Carolina                        | 15,7                               | 8,1                                | 3,8                                | [ 67 ]  |
| 1987  | San Antonio Spurs       | David Robinson^*    | USA                     | Center         | Navy                                  | 24,3                               | 12,0                               | 2,0                                | [ 69 ]  |
| 1988  | Los Angeles Clippers    | Danny Manning^      | USA                     | Forward        | Kansas                                | 16,7                               | 6,6                                | 3,1                                | [ 70 ]  |
| 1989  | Sacramento Kings        | Pervis Ellison      | USA                     | Center         | Louisville                            | 8,0                                | 5,8                                | 1,9                                | [ 71 ]  |
| 1990  | New Jersey Nets         | Derrick Coleman^    | USA                     | Forward/Center | Syracuse                              | 18,4                               | 10,3                               | 2,2                                | [ 72 ]  |
| 1991  | Charlotte Hornets       | Larry Johnson^      | USA                     | Forward        | UNLV                                  | 19,2                               | 11,0                               | 3,6                                | [ 73 ]  |
| 1992  | Orlando Magic           | Shaquille O'Neal^*  | USA                     | Center         | LSU                                   | 23,4                               | 13,9                               | 1,9                                | [ 74 ]  |
| 1993  | Orlando Magic           | Chris Webber^       | USA                     | Forward        | Michigan                              | 17,5                               | 9,1                                | 3,6                                | [ 75 ]  |
| 1994  | Milwaukee Bucks         | Glenn Robinson^     | USA                     | Forward        | Purdue                                | 21,9                               | 6,4                                | 2,5                                | [ 76 ]  |
| 1995  | Golden State Warriors   | Joe Smith           | USA                     | Forward        | Maryland                              | 15,3                               | 8,7                                | 1,0                                | [ 77 ]  |
| 1996  | Philadelphia 76ers      | Allen Iverson^*     | USA                     | Guard          | Georgetown                            | 23,5                               | 4,1                                | 7,5                                | [ 78 ]  |
| 1997  | San Antonio Spurs       | Tim Duncan^*        | USA                     | Forward/Center | Wake Forest                           | 21,1                               | 11,9                               | 2,7                                | [ 81 ]  |
| 1998  | Los Angeles Clippers    | Michael Olowokandi  | Nigeria                 | Center         | Pacific                               | 8,9                                | 7,9                                | 0,6                                | [ 82 ]  |
| 1999  | Chicago Bulls           | Elton Brand^        | USA                     | Forward        | Duke                                  | 20,1                               | 10,0                               | 1,9                                | [ 84 ]  |
| 2000  | New Jersey Nets         | Kenyon Martin^      | USA                     | Forward        | Cincinnati                            | 12,0                               | 7,4                                | 1,9                                | [ 85 ]  |
| 2001  | Washington Wizards      | Kwame Brown         | USA                     | Center         | Glynn Academy HS (Brunswick, Georgia) | 4,5                                | 3,5                                | 0,8                                | [ 86 ]  |
| 2002  | Houston Rockets         | Yao Ming^*          | Kina                    | Center         | Shanghai Sharks (Kina)                | 13,5                               | 8,2                                | 1,7                                | [ 87 ]  |
| 2003  | Cleveland Cavaliers     | LeBron James^       | USA                     | Forward        | St. Vincent–St. Mary HS (Akron, Ohio) | 20,9                               | 5,5                                | 5,9                                | [ 88 ]  |
| 2004  | Orlando Magic           | Dwight Howard^      | USA                     | Center         | SACA (Atlanta)                        | 12,0                               | 10,0                               | 0,9                                | [ 89 ]  |
| 2005  | Milwaukee Bucks         | Andrew Bogut^       | Australien              | Center         | Utah                                  | 9,4                                | 7,0                                | 2,3                                | [ 90 ]  |
| 2006  | Toronto Raptors         | Andrea Bargnani     | Italien                 | Forward/Center | Benetton Treviso (Italien)            | 11,6                               | 3,9                                | 0,8                                | [ 91 ]  |
| 2007  | Portland Trail Blazers  | Greg Oden           | USA                     | Center         | Ohio State                            | 8,9                                | 7,0                                | 0,5                                | [ 93 ]  |
| 2008  | Chicago Bulls           | Derrick Rose^       | USA                     | Guard          | Memphis                               | 16,8                               | 3,9                                | 6,3                                | [ 94 ]  |
| 2009  | Los Angeles Clippers    | Blake Griffin^      | USA                     | Forward        | Oklahoma                              | 22,5                               | 12,1                               | 3,8                                | [ 96 ]  |
| 2010  | Washington Wizards      | John Wall^          | USA                     | Guard          | Kentucky                              | 16,4                               | 4,6                                | 8,3                                | [ 97 ]  |
| 2011  | Cleveland Cavaliers     | Kyrie Irving^       | USA                     | Guard          | Duke                                  | 18,5                               | 3,7                                | 5,4                                | [ 100 ] |
| 2012  | New Orleans Hornets     | Anthony Davis^      | USA                     | Forward/Center | Kentucky                              | 13,5                               | 8,2                                | 1,0                                | [ 101 ] |
| 2013  | Cleveland Cavaliers     | Anthony Bennett     | Kanada                  | Forward        | UNLV                                  | 4,2                                | 3,0                                | 0,3                                | [ 102 ] |
| 2014  | Cleveland Cavaliers     | Andrew Wiggins^     | Kanada                  | Forward/Guard  | Kansas                                | 16,9                               | 4,6                                | 2,1                                | [ 103 ] |
| 2015  | Minnesota Timberwolves  | Karl-Anthony Towns^ | Dominikanska republiken | Center         | Kentucky                              | 18,3                               | 10,4                               | 2,0                                | [ 104 ] |
| 2016  | Philadelphia 76ers      | Ben Simmons^        | Australien              | Forward/Guard  | LSU                                   | 15,8                               | 8,1                                | 8,2                                | [ 105 ] |
| 2017  | Philadelphia 76ers      | Markelle Fultz      | USA                     | Guard          | Washington                            | 7,1                                | 3,1                                | 3,8                                | [ 106 ] |
| 2018  | Phoenix Suns            | Deandre Ayton       | Bahamas                 | Center         | Arizona                               | 16,3                               | 10,3                               | 1,8                                | [ 107 ] |
| 2019  | New Orleans Pelicans    | Zion Williamson^    | USA                     | Forward        | Duke                                  | 22,5                               | 6,3                                | 2,1                                | [ 108 ] |
| 2020  | Minnesota Timberwolves  | Anthony Edwards^    | USA                     | Guard          | Georgia                               | 19,3                               | 4,7                                | 2,9                                | [ 109 ] |
| 2021  | Detroit Pistons         | Cade Cunningham     | USA                     | Guard          | Oklahoma State                        | 17,4                               | 5,5                                | 5.6                                | [ 110 ] |
| 2022  | Orlando Magic           | Paolo Banchero^     | USA                     | Forward        | Duke                                  | 20,0                               | 6,9                                | 3,7                                | [ 111 ] |
| 2023  | San Antonio Spurs       | Victor Wembanyama   | Frankrike               | Center         | Metropolitans 92 (Frankrike)          | 21,4                               | 10,6                               | 3,9                                | [ 112 ] |
| 2024  | Atlanta Hawks           | Zaccharie Risacher  | Frankrike               | Forward        | JL Bourg (Frankrike)                  |                                    |                                    |                                    |         |
| 2025  | Dallas Mavericks        | Cooper Flagg        | USA                     | Forward        | Duke Blue Devils                      |                                    |                                    |                                    |         |

## Anmärkningslista
1. 1 2 3  All statistik är ifrån respektive spelares rookiesäsong om inget annat anges.
2. 1 2  Clifton McNeely spelade aldrig professionell basket. Istället blev han baskettränare för Pampa High School i Texas.[7][8]
3. ↑  Howie Shannon var förstavalet men Ed Macauley och Vern Mikkelsen valdes innan draften som så kallade territorial picks.[10]
4. ↑  Charlie Share spelade inte under säsongen 1950/1951. Hans rookiestatistik är från säsongen 1951/1952.[12] Share var förstavalet men Paul Arizin hade blivit vald innan draften som Philadelphia Warriors territorial pick.[13]
5. 1 2  Gene Melchiorre spelade aldrig i NBA. Han blev permanent avstängd från NBA på grund av sin inblandning i CCNY Point Shaving Scandal.[14] Melchiorre var förstavalet men Myer Skoog hade blivit vald innan draften som Minneapolis Lakers territorial pick.[15]
6. ↑  Mark Workman var förstavalet men Bill Mlkvy hade blivit vald innan draften som Philadelphia Warriors territorial pick.[16]
7. ↑  Ray Felix var förstavalet men Ernie Beck och Walter Dukes hade blivit valda innan draften som territorial picks.[18]
8. ↑  Dick Ricketts var förstavalet men Dick Garmaker och Tom Gola hade blivit valda innan draften som territorial picks.[21]
9. ↑  Sihugo Green var förstavalet men Tom Heinsohn hade blivit vald innan draften som Boston Celtics territorial pick.[23]
10. ↑  Elgin Baylor var förstavalet men Guy Rodgers hade blivit vald innan draften som Philadelphia Warriors territorial pick.[26]
11. ↑  Bob Boozer var förstavalet men Wilt Chamberlain och Bob Ferry hade blivit valda innan draften som territorial picks.[28]
12. ↑  Även om Oscar Robertson draftades som territorial pick av Cincinnati Royals blev han även vald först i NBA:s draft då Royals hade rättigheterna till förstavalet.[30][31]
13. ↑  Bill McGill var förstavalet men Dave DeBusschere och Jerry Lucas hade blivit valda innan draften som territorial picks.[34]
14. ↑  Art Heyman var förstavalet men Tom Thacker hade blivit vald innan draften som Cincinnati Royals territorial pick.[36]
15. ↑  Jim Barnes var förstavalet men Walt Hazzard och George Wilson hade blivit valda innan draften som territorial picks.[38]
16. ↑  Fred Hetzel var förstavalet men Bill Bradley, Bill Buntin och Gail Goodrich hade blivit valda innan draften som territorial picks.[40]
17. ↑  Inför säsongen 1971/1972 bytte Lew Alcindor sitt namn till Kareem Abdul-Jabbar.[45]
18. ↑  David Thompson spelade i American Basketball Association (ABA) under säsongen 1975/1976 och spelade inte i NBA förrän 1976. Hans rookiestatistik är från säsongen 1976/1977.[52]
19. 1 2  Hakeem Olajuwon föddes i Nigeria men blev en naturaliserad amerikansk medborgare 1993. När han kom till USA stavade University of Houston felaktigt hans förnamn som "Akeem". Olajuwon använde den stavningen fram till den 9 mars 1991 då han meddelade att han lade till ett H. I samband med detta sade han "Jag ändrar inte stavningen på mitt namn, jag korrigerar det."[61][62]
20. ↑  Patrick Ewing föddes i Jamaica men blev en naturaliserad amerikansk medborgare medan han gick på Georgetown.[64] Han representerade USA:s landslag vid  olympiska sommarspelen 1984.[65]
21. ↑  David Robinson spelade inte i NBA förrän 1989 då han var med i USA:s flotta.[68] Hans rookiestatistik är från säsongen 1989/1990.[69]
22. ↑  Elton Brand delade Rookie of the Year-utmärkelsen med Steve Francis i Houston Rockets.[83]
23. ↑  Greg Oden genomgick en operation i sitt högre knä inför säsongen 2007/2008 och missade därför hela säsongen. Hans rookiestatistik är från säsongen 2008/2009.[92]
24. ↑  Blake Griffin skadade sin vänstra knäskål i en försäsongsmatch inför säsongen 2009/2010. Han genomgick en operation i januari 2010 och missade hela säsongen. Hans rookiestatistik är därför från säsongen 2010/2011.[95]
25. ↑  Kyrie Irving föddes i Australien av amerikanska föräldrar som återvände till USA när han var två år. Han spelade för USA på både ungdoms- och seniornivå.[98][99]
26. ↑  Karl-Anthony Towns föddes och växte upp i USA, men hans mor är från Dominikanska republiken. Han valde att representera Dominikanska republiken på landslagsnivå.
27. ↑  Ben Simmons skadade sin högra fot på ett träningsläger inför säsongen 2016/2017. Han missade hela säsongen. Hans rookiestatistik är därför från säsongen 2017/2018.[105]
28. ↑  Simmons föddes i Melbourne i Australien till en amerikansk far och en australisk mor. Han valde att representera Australien på landslagsnivå.